# MS Georges Philippar
O MS Georges Philippar foi um transatlântico construído em meados de 1930 pela Messageries Maritimes. Ele afundou em sua viagem inaugural em 1932 matando 54 pessoas.

## Características
O Georges Philippar era um transatlântico de 17.359 toneladas. Ele tinha 165,4 metros de comprimento, com uma boca de 20,8 metros e um calado de 14,3 metros. Era um navio com dois motores marítimos a diesel de dois tempos, ciclo único e ação única. Cada motor tinha dez cilindros de 730 de furo por 440 milímetros e foi construído pela Sulzer Brothers, em Winterthu, os dois motores deram ao navio uma velocidade média de 34,3 quilômetros por hora.

## Naufrágio
Em 16 de maio de 1932, enquanto o Georges Philippar estava a 145 milhas náuticas (269 quilômetros) do Cabo Guardafui, na Somalilândia italiana, um incêndio estourou em uma de suas cabines de luxo, quando uma faísca de um interruptor de luz com defeito acendeu madeira painéis. Houve um atraso no relato do incêndio, que já havia se espalhado quando o capitão Vicq foi informado. Vicq tentou diferentes métodos de combate a incêndio, mas sem sucesso. Foi relatado que ele decidiu encalhar o Georges Philippar na costa do Golfo de Adem. A fim de fazer isso, ele aumentou a velocidade do navio, o que só alastrou as chamas. No entanto, esses relatórios são infundados, pois as salas de máquinas foram evacuadas e o navio foi deixado à deriva. A ordem de abandonar o navio foi dada e um sinal de socorro enviado.